# 안곡중학교
안곡중학교(安谷中學校)는 대한민국 경기도 고양시 일산동구 중산동에 있는 공립 중학교이다.

## 학교 연혁
- 2008년 1월 7일 : 안곡중학교 설립 조례 공포
- 2008년 3월 1일 : 안곡중학교 개교(13학급)
- 2008년 3월 1일 : 초대 권광준 교장 취임
- 2008년 3월 3일 : 제1회 입학식(10학급)
- 2010년 9월 1일 : Wee클래스 상담실 개관
- 2012년 5월 29일 : 교육복지실(행복누리) 개관
- 2018년 4월 23일 : 신관(솔연당, 1학년 교실) 개관
- 2020년 9월 1일 : 제5대 김상재 교장 취임
- 2021년 1월 11일 : 제13회 졸업식(318명, 총 4,354명)
- 2022년 3월 2일 : 2022학년도 신입생283명 입학 및 개학
- 2024년 9월 1일 : 제6대 이재진 교장 취임

## 참고 자료
- 안곡중학교 - 한국교육학술정보원 학교알리미